# Kiril Milov
Kiril Milenov Milov (Dupnica, 1997. január 27. –) bolgár kötöttfogású birkózó. A 2018-as birkózó-világbajnokságon a döntőbe jutott 97 kg-os súlycsoportban, kötöttfogásban. A 2014-es Ifjúsági Olimpiai Játékokon ezüstérmet nyert 85 kg-ban.

## Sportpályafutása
A 2018-as birkózó-világbajnokságon a döntőbe jutott. Ellenfele az orosz Musza Gilanyijevics Jevlojev.